# Bjärkasjön
Bjärkasjön är en sjö i Linköpings kommun i Östergötland och ingår i Motala ströms huvudavrinningsområde. Sjön har en area på 0,206 kvadratkilometer och ligger 78 meter över havet. Sjön avvattnas av vattendraget Stjärnorpebäcken.

## Delavrinningsområde
Bjärkasjön ingår i det delavrinningsområde (649349-148036) som SMHI kallar för Mynnar i Roxen. Medelhöjden är 85 meter över havet och ytan är 37,93 kvadratkilometer. Det finns inga avrinningsområden uppströms utan avrinningsområdet är högsta punkten. Stjärnorpebäcken som avvattnar avrinningsområdet har biflödesordning 2, vilket innebär att vattnet flödar genom totalt 2 vattendrag innan det når havet efter 67 kilometer. Avrinningsområdet består mestadels av skog (53 procent), öppen mark (14 procent) och jordbruk (27 procent). Avrinningsområdet har 0,94 kvadratkilometer vattenytor vilket ger det en sjöprocent på 2,5 procent.